# Glacier de l'Arve
Le glacier de l'Arve est un ancien glacier des Alpes qui a existé durant différentes glaciations.

## Géographie

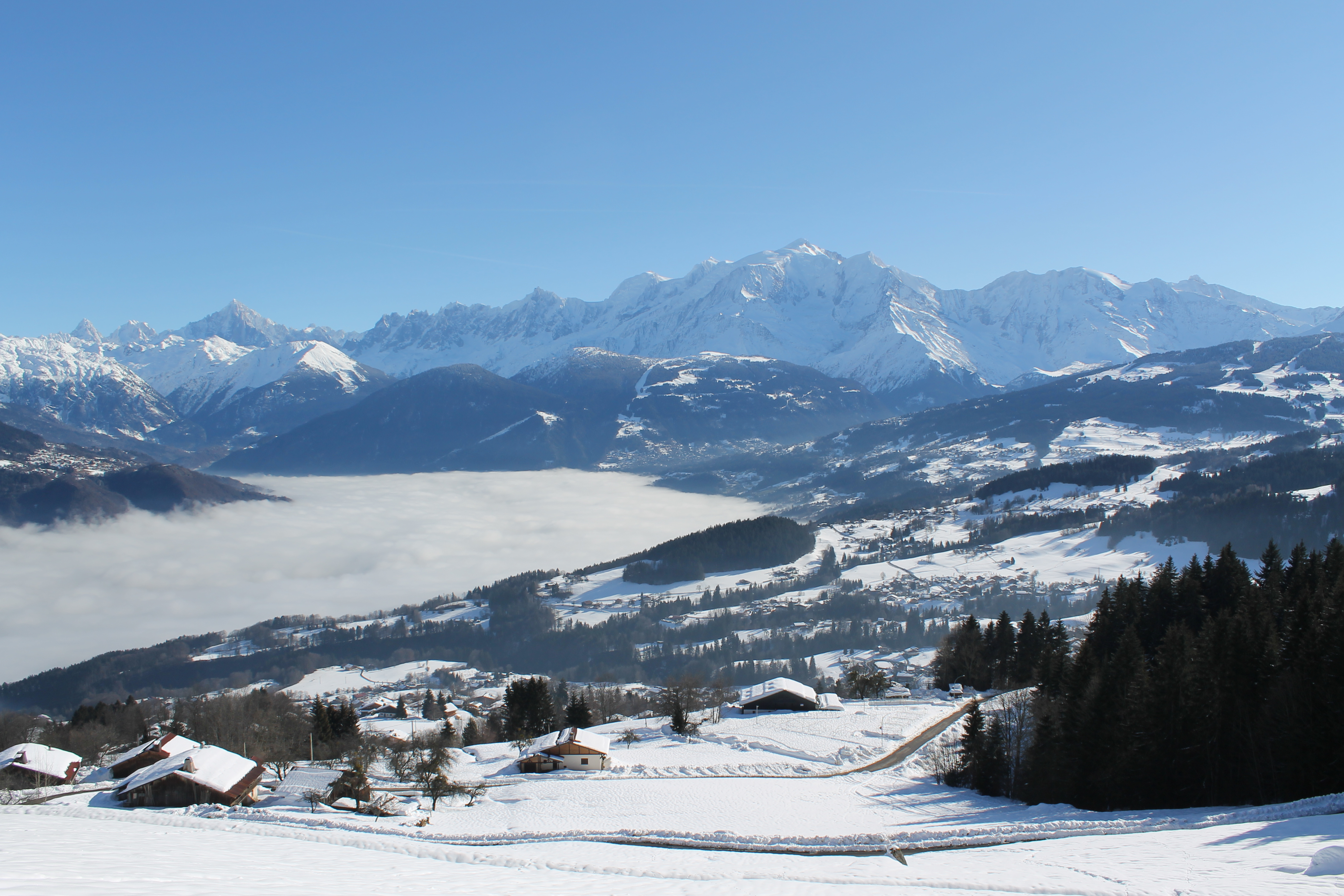
Vue depuis Cordon d'une mer de nuages recouvrant la vallée de l'Arve, dominée par la silhouette du mont Blanc : lors de certains épisodes glaciaires, le glacier de l'Arve devait offrir ce paysage similaire d'une vallée noyée sous les glaces.

Né dans la vallée de Chamonix de la confluence de différents petits glaciers (Mer de Glace, glacier des Bossons, glacier de Taconnaz pour les plus importants encore existants) et grossi par d'autres langues glaciaires au cours de sa progression, il se dirige vers le nord-ouest pour fusionner avec le glacier du Giffre puis celui du Rhône en arrivant progressivement dans le bassin du Léman. Son cours principal emprunte l'actuelle vallée de l'Arve mais au cours des maximums glaciaires, alors que son altitude peut dépasser les 2 000 mètres à la sortie de la vallée de Chamonix, il bute contre le goulet d'étranglement de la cluse de l'Arve et envoie ainsi plusieurs diffluences vers le sud dans des vallées latérales comme celles du val Montjoie, du val d'Arly, du col des Aravis et encore de la trouée d'Annecy, allant parfois à l'encontre de la topographie en remontant le cours des vallées et submergeant des montagnes (Le Prarion, mont d'Arbois, Rochebrune, Praz Vechin, etc.).

## Histoire

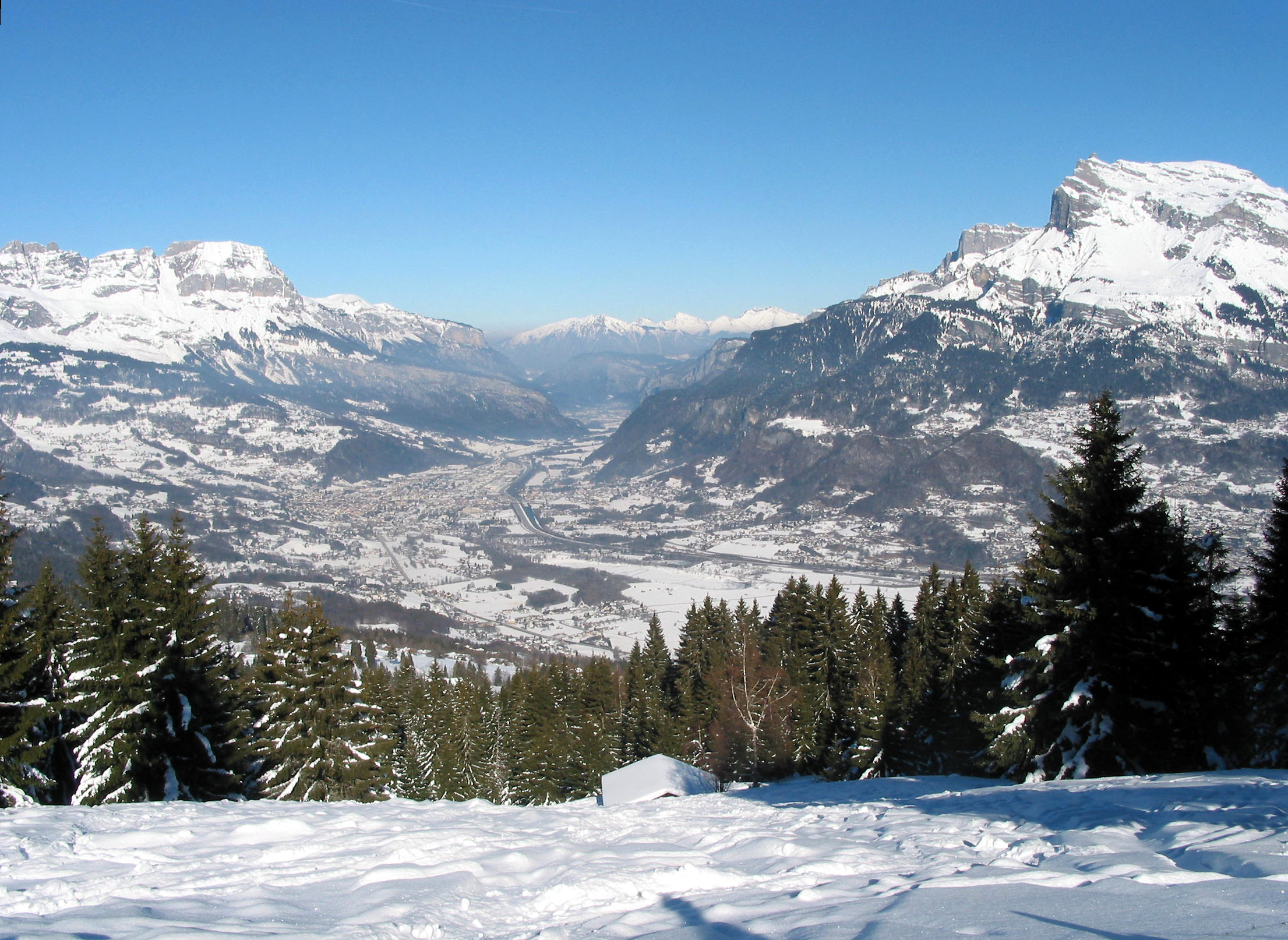
Vue depuis les hauteurs de Saint-Gervais-les-Bains de la vallée de l'Arve façonnée par le glacier de l'Arve ; le fond plat de la vallée correspond au remblaiement de l'ancien lac de Sallanches.

Le glacier de l'Arve a totalement disparu bien que les glaciers qui l'alimentaient à sa source dans la vallée de Chamonix existent toujours pour certains, notamment la Mer de Glace, le glacier des Bossons et le glacier de Taconnaz. Il a laissé sa place à différents cours d'eau dont l'Arve dans sa vallée principale. Cependant, depuis la déglaciation totale de la vallée de Chamonix, l'Arve prend sa source à la tête de Balme, à la frontière franco-suisse, soit plus en amont dans la vallée que ne le faisait le glacier de l'Arve. Cette différence s'explique par le fait que le glacier d'Argentière, bloqué par les glaces une fois descendu du massif du Mont-Blanc, était dévié vers le nord, remontant le haut de la vallée de Chamonix, submergeant alors sous les glaces le col des Montets, le col de Balme et la tête de Balme pour rejoindre le glacier du Rhône au niveau de Martigny sans alimenter en glaces le glacier de l'Arve.

## Sources
- Sylvain Coutterand (préf. Jean Jouzel), Atlas des glaciers disparus, Éditions Paulsen, coll. « Guérin », 2017, 269 p. (ISBN 978-2-35221-179-2), p. 62-77
- « Les glaciations quaternaires dans les Alpes », sur Geol-alp